# Žvab
Žvab – wieś w Słowenii, w gminie Ormož. 1 stycznia 2018 liczyła 90 mieszkańców.